# Белнеп (Монтана)
Белнеп (англ. Belknap) — переписна місцевість (CDP) в США, в окрузі Сендерс штату Монтана. Населення — 161 особа (2020).

## Географія
Белнеп розташований за координатами 47°38′50″ пн. ш. 115°25′20″ зх. д. / 47.64722° пн. ш. 115.42222° зх. д. (47.647314, -115.422132).  За даними Бюро перепису населення США в 2010 році переписна місцевість мала площу 12,33 км², уся площа — суходіл.

## Демографія
Згідно з переписом 2010 року, у переписній місцевості мешкало 158 осіб у 69 домогосподарствах у складі 50 родин. Густота населення становила 13 особи/км².  Було 83 помешкання (7/км²).
Расовий склад населення:
| - 96,8 % — білих - 0,6 % — чорних або афроамериканців |

До двох чи більше рас належало 2,5 %. Частка іспаномовних становила 1,3 % від усіх жителів.
За віковим діапазоном населення розподілялося таким чином: 18,4 % — особи молодші 18 років, 55,0 % — особи у віці 18—64 років, 26,6 % — особи у віці 65 років та старші. Медіана віку мешканця становила 53,6 року. На 100 осіб жіночої статі у переписній місцевості припадало 107,9 чоловіків;  на 100 жінок у віці від 18 років та старших — 98,5 чоловіків також старших 18 років.
Цивільне працевлаштоване населення становило 30 осіб. Основні галузі зайнятості: роздрібна торгівля — 53,3 %, освіта, охорона здоров'я та соціальна допомога — 46,7 %.